# زيت

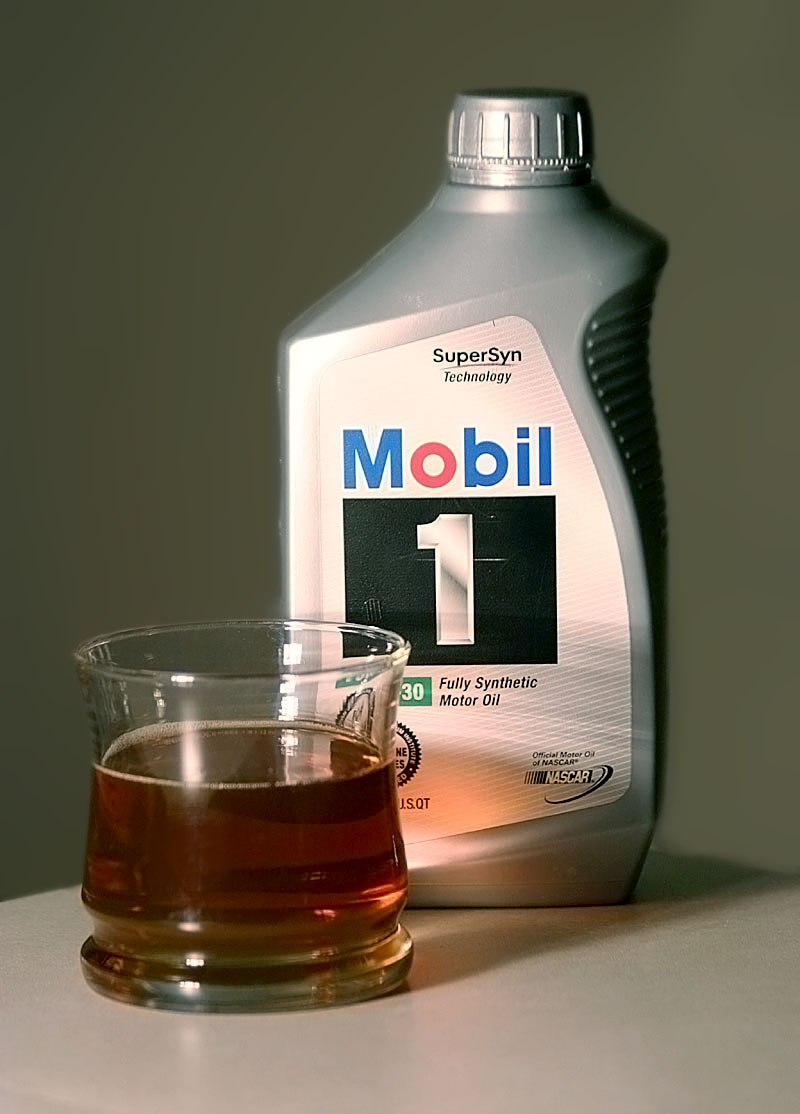

الزيت هو أي مادة لاقطبية سائلة لزجة (تدعى عادة بـ«الزيتية») عند درجة الحرارة الطبيعية أو الأدفأ قليلاً. تتميز الزيوت بانها كارهة للماء (لا تمتزج مع الماء) ومحب للدسم (مزوج مع الزيوت الأخرى والمواد الدسمة - غالباً تكون موادا عضوية). هذا التعريف يشمل طيف واسع من المواد الكيميائية المتنوعة والمختلفة من حيث الشكل والتركيب والخواض الفيزيائية والكيميائية.
فهي تتضمن الزيت النباتية وزيوت البترول الكيميائية والزيوت الأساسية الطيارة.

## الأنواع

### زيوت عضوية
يتم إنتاج الزيوت العضوية في تنوع ملحوظ من قبل النباتات والحيوانات والكائنات الأخرى من خلال عمليات الأيض الطبيعية. ليبيدات هي المصطلح العلمي للأحماض الدهنية، والستيرويدات والمواد الكيميائية المماثلة التي غالبًا ما توجد في الزيوت التي تنتجها الكائنات الحية، في حين يشير الزيت إلى خليط كلي من المواد الكيميائية. قد تحتوي الزيوت العضوية أيضًا على مواد كيميائية أخرى غير الدهون، بما في ذلك البروتينات والشموع (فئة المركبات التي لها خواص شبيهة بالزيوت تكون صلبة عند درجات حرارة مشتركة) وأشباه القلويات.
يمكن تصنيف الدهون عن طريق تصنيعها الكائنات الحية وبنيتها الكيميائية وقابلية ذوبانها المحدودة في الماء مقارنة بالزيوت. تحتوي الزيوت على نسبة عالية من الكربون والهيدروجين وتفتقر إلى الأكسجين بدرجة كبيرة مقارنةً بالمركبات العضوية والمعادن الأخرى. تميل الزيوت إلى أن تكون جزيئات غير قطبية نسبيًا، ولكنها قد تشمل مناطق قطبية وغير قطبية كما في حالة الدهون الفسفورية والستيرويدات.

### الزيوت المعدنية
النفط الخام، أو النفط، ومكوناته المكررة، التي تُسمى مجتمعة بتروكيماويات، هي موارد حاسمة في الاقتصاد الحديث. ينشأ النفط الخام من المواد العضوية المتحجرة القديمة، مثل العوالق الحيوانية والطحالب، والتي تحول العمليات الجيوكيميائية إلى نفط. يُعتبر اسم «الزيت المعدني» تسمية خاطئة، حيث أن المعادن ليست مصدرًا للزيت، وكذلك النباتات والحيوانات القديمة. يعتبر الزيت المعدني مكون عضوي. ومع ذلك، فإنه يصنف على أنه «زيت معدني» بدلاً من «نفط عضوي» لأن أصله العضوي بعيد (ولم يكن معروفًا في وقت اكتشافه)، ولأنه يتم الحصول عليه بالقرب من الصخور، والمناجم تحت الأرض، والرمال. كما يشير الزيوت المعدنية إلى العديد من نواتج التقطير المحددة للنفط الخام.

## الاستخدامات

### الطبخ
تُستخدم العديد من الزيوت النباتية والحيوانية الصالحة للأكل، وكذلك الدهون، لأغراض متنوعة في الطبخ وإعداد الطعام. وعلى وجه الخصوص، تكون كثير من الأطعمة المقلية في الزيت أكثر سخونةً من تلك المطبوخة في الماء المغلي. وتُستخدم الزيوت أيضًا في صناعة النكهة وتعديل نسيج الأطعمة (على سبيل المثال القلي السريع). تُستمد زيوت الطبخ إما من الدهون الحيوانية، كالزبد، وشحم الخنزير وأنواع أخرى، أو الزيوت النباتية مثل زيت الزيتون، وزيت الذرة، وزيت زهرة عباد الشمس والعديد من الأنواع الأخرى.

### مستحضرات التجميل
يتم استخدام الزيوت على الشعر لإضفاء مظهر لامع، لمنع التشابك والخشونة ولتثبيت الشعر ولتعزيز النمو. (انظر بلسم شعر).

### الدين
استُخدمت الزيوت عبر التاريخ كوسيط ديني. وغالبًا ما يعتبر الزيت عامل تنقية روحية ويُستخدم لأغراض الدهن. وكمثال خاص، كان زيت الدهن المقدس طقسًا مهمًا في اليهودية والمسيحية.

### الطلاء
يتم تعليق الأصباغ الملونة بسهولة في الزيت، مما يجعلها مناسبة كوسط داعم للدهانات. يرجع تاريخ أقدم اللوحات الزيتية المعروفة إلى 650 م.

### نقل الحرارة
تستخدم الزيوت كمبردات في تبريد المحركات، على سبيل المثال في المحولات الكهربائية. تُستخدم زيوت نقل الحرارة كمبردات، وللتدفئة (على سبيل المثال في سخانات الزيت) وفي التطبيقات الأخرى لنقل الحرارة.

### التشحيم
نظرًا لكون الزيوت غير قطبية، فإن الزيوت لا تلتصق بسهولة بالمواد الأخرى مما يجعلها مفيدة كمواد تشحيم لأغراض هندسية مختلفة. وتُستخدم الزيوت المعدنية بشكل أكثر شيوعًا كمواد تشحيم للماكينة مقارنة بالزيوت البيولوجية. يفضل زيت الحيتان لساعات التشحيم، لأنه لا يتبخر، تاركًا الغبار، على الرغم من حظر استخدامه في الولايات المتحدة الأمريكية في عام 1980.
توجد أسطورة مستمرة منذ فترة طويلة أن زيت الحيتان لا يزال يستخدم في مشاريع ناسا مثل مرصد هابل الفضائي وبرنامج فوياجر بسبب درجة حرارة التجميد المنخفضة للغاية. لا يعتبر زيت الحيتان في الواقع نفطًا، ولكنه مزيج من استرات الشمع في الغالب، ولا يوجد دليل على أن وكالة ناسا استخدمت زيت الحيتان.

### الوقود
تحترق بعض الزيوت في شكل سائل أو هباء جوي، وتولّد الضوء، والحرارة التي يمكن استخدامها مباشرةً أو تحويلها إلى أشكال أخرى من الطاقة مثل الكهرباء أو الأعمال الميكانيكية. للحصول على العديد من زيوت الوقود، يتم ضخ النفط الخام من الأرض ويتم شحنه عبر ناقلة النفط أو خط أنابيب إلى مصفاة نفط. يتم تحويله هناك من النفط الخام إلى وقود الديزل والإيثان (وألكانات أخرى قصيرة السلسلة) وزيوت الوقود (أثقل أنواع الوقود التجارية المستخدمة في السفن / الأفران)، والبنزين، ووقود الطائرات، والكيروسين، والغاز النفطي المُسال. ينتج برميل سعته 42 غالون (بالولايات المتحدة) من النفط ما يقرب من 10 غالونات من الديزل، و 4 غالونات من وقود الطائرات، و 19 غالونًا من البنزين، و 7 غالونات من المنتجات الأخرى، و 3 غالونات مقسمة بين زيت الوقود الثقيل والغازات البترولية المسالة، و 2 جالون من زيت التدفئة. ينتج إجمالي إنتاج برميل النفط الخام إلى منتجات مختلفة زيادة إلى 45 جالونًا. لا تُستخدم كل الزيوت المعدنية كوقود.
في القرنين الثامن عشر والتاسع عشر، كان زيت الحوت يستخدم عادة في المصابيح، التي تم استبدالها بالغاز الطبيعي ثم بالكهرباء.

### الكيمياء
يمكن تنقية النفط الخام إلى مجموعة واسعة من الهيدروكربونات والبتروكيماويات المكررة للنفط الخام والمنتجات الكيماوية المصنعة منها. تُستخدم الزيوت في صناعة المنظفات والأسمدة والأدوية والدهانات واللدائن والألياف التركيبية والمطاط الصناعي.
تُعتبر الزيوت العضوية مادة كيميائية مهمة أخرى، خاصةً في الكيمياء الخضراء.